# Паскаев, Рамзан Султанович
Рамза́н Султа́нович Паска́ев (род. 16 марта 1947, Джамбул) — советский и российский гармонист, композитор, Народный артист Чеченской Республики и Республики Ингушетия. Заслуженный артист Российской Федерации (2022).

## Биография
Родился в 1947 году в депортации в Казахской ССР. Его отец работал в колхозе водителем грузовика. Во время депортации ему удалось вывезти с собой немецкую гармонь, которая была в семье. Благодаря урокам отца Рамзан к 13 годам прекрасно играл на гармони.
В 1961 году Рамзан был приглашён солистом-инструменталистом в оркестровую группу Чечено-Ингушского ансамбля песни и танца. В 1963 году начал работать в ансамбле «Вайнах».
В годы службы в Советской армии руководил военным оркестром Куйбышевского гарнизонного ансамбля. Под руководством Паскаева ансамбль неоднократно становился лауреатом музыкальных конкурсов и смотров.
После службы вернулся в родной ансамбль. Учился в Грозненском культурно-просветительском училище. Окончил Краснодарский институт культуры. В 1970—1999 годах был руководителем и аккомпаниатором оркестра ансамбля «Вайнах». В 1991—1994 годах одновременно являлся руководителем оркестра Гостелерадио Чеченской Республики.
Со временем сам стал сочинять музыку. Его песни стали включать в свой репертуар известные в республике исполнители: Имран Усманов, Тамара Дадашева и другие.
Фирма «Мелодия» выпустила два диска-гиганта с его произведениями: «Высокие горы» (1972 год) и «Дороги Отчизны» (1982 год). В 2000 году вышел компакт-диск «Марзо» («Наслаждение»). Последний (на июнь 2014 года) диск называется «Зов Родины».
В настоящее время работает в детской академии искусств имени Зии Бажаева в Москве.

## Дискография
- «Высокие горы» (1972);
- «Дороги Отчизны» (1982);
- «Марзо» (2000);
- «Воспоминание» (2006);
- «Зов Родины».

## Звания
- Заслуженный артист Российской Федерации (12 декабря 2022 года) — за большой вклад в развитие отечественной культуры и искусства, многолетнюю плодотворную деятельность[2];
- Народный артист Чеченской Республики;
- Народный артист Республики Ингушетия.